# إعلام نادي الزمالك

شعار نادي الزمالك.

بدأ إعلام نادي الزمالك منذ أن تأسست مجلة نادي الزمالك في عام 1997 ، ثم بدأ الإعلام الزملكاوي في التلفزيون المصري من عام 2018 عندما ظهر برنامج الزمالك اليوم ، ومن ثمّ ظهرت قناة نادي الزمالك في 22 يناير 2020 .

## قناة نادي الزمالك

شعار قناة نادي الزمالك.

قناة نادي الزمالك (بالإنجليزية: Zamalek SC TV) هي قناة تليفزيونية تابعة لنادي الزمالك تبث على النايل سات بجودة SD.
بدأ البث بشكل تجريبي في 31 ديسمبر عام 2019، وأنطلقت القناة فعلياً في 22 يناير عام 2020.

## مجلة نادي الزمالك
مجلة الزمالك (بالإنجليزية:Zamalek SC magazine) هي مجلة  نادي الزمالك المصري لكرة القدم، ع.يتم إصداره أسبوعيًا ، كل يوم خميس.  تحتوي المجلة على أخبار ومراجعات عن النادي ومقابلات مع اللاعبين.